# Bröer (Unternehmen)
Die Bröer Holding GmbH mit ihren operativen Firmen EBRO ARMATUREN Gebr. Bröer GmbH mit Sitz in Hagen und Stafsjö Valves AB in Stajsjö (Schweden) ist eine in Familienbesitz befindliche Unternehmensgruppe für Industriearmaturen insbesondere Klappen und Schieber, Antriebstechnik und Automation.

## Unternehmensprofil
Die wichtigsten Geschäftsfelder sind die Kraftwerkstechnik, chemische Industrie, Wassertechnik, Schwimmbadtechnik, Gebäudetechnik, Papier- und Zellstoffindustrie, Schiffbau, Meerwasserentsalzung, Schüttgüter, Mining und erneuerbare Energien. Die Bröer Gruppe beschäftigt weltweit 1080 Mitarbeiter und erzielte 2018 einen Umsatz von ca. 174 Mio. Euro. Der Exportanteil lag 2018 bei 70 %. Die Produktion erfolgt an vier Standorten in Deutschland, Italien, Thailand und Schweden. Zudem bestehen 24 Tochtergesellschaften für einen weltweiten Vertrieb.
Geschäftsführer sind die Haupteignerin Lydia Bröer zusammen mit dem Firmengründer Peter Bröer.

## Geschichte

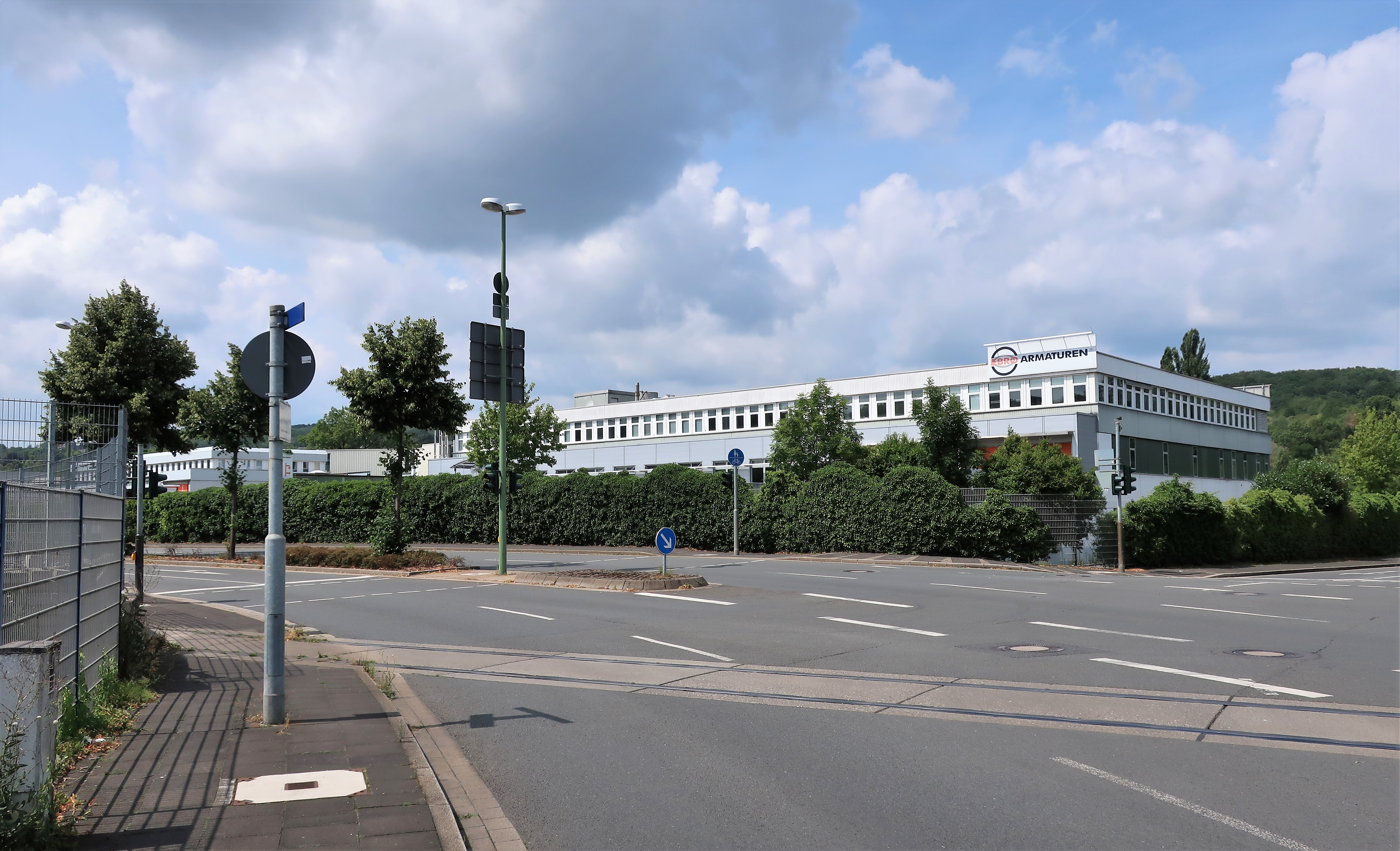
EBRO ARMATUREN Gebr. Bröer GmbH in Hagen-Haspe

1934 wurde die Ernst Bröer Aluminiumgießerei in Hagen-Haspe gegründet. Zwischen 1939 und 1945 war die Firma Ernst Bröer eines der Unternehmen in Hagen, die ausländische Arbeitskräfte und Zwangsarbeiter beschäftigte.
Der Gießereibetrieb wurde 1960 an die beiden Söhne des Firmengründers, Jochen und Peter Bröer übertragen. Hier wurden 1970 die ersten Absperrklappen hergestellt und verkauft. 1972 wurde die Armaturenfertigung vom Gießereibetrieb getrennt und die EBRO Armaturen als selbständige Produktions- und Vertriebsgesellschaft gegründet. In den 1980er Jahren entstanden die ersten Niederlassungen in den Niederlanden, Frankreich und Österreich sowie eine Schwestergesellschaft in der Schweiz. Die Entwicklung und Fertigung von pneumatischen Stellantrieben wurde 1989 in der Schweiz aufgenommen. Im gleichen Jahr wurde mit der Produktion der elektrischen Antriebe im Stammhaus in Hagen begonnen. 1991 wurde die Produktionsstätte in Thailand eröffnet. Der schwedische Schieberherstellung Stafsjö Valves wurde 2005 akquiriert. 2009 tritt Frau Lydia Bröer in die Geschäftsführung als geschäftsführende Gesellschafterin ein. In den VAE (Dubai) und Chile entstehen weitere Niederlassungen. 2012 wird der Generationswechsel erfolgreich vollzogen: Frau Bröer wird Haupteignerin der Bröer Gruppe.